# 金剛戰神
《金剛戰神》（日语：UFOロボ グレンダイザー）為日本漫畫家永井豪與東映動畫所共同企劃而成的「系列」第3作，同時也是劇中主角之名稱。
2023年8月5日，官方宣佈將推出重啟作動畫（グレンダイザーU），並於2024年播放。

## 故事
傾注於天文研究的兜甲兒自海外歸國，為此而來到宇宙科學研究所參與見習，並且結識茂才特立的所長之子宇門大介。伴隨著曾出不窮的不明飛行物體出現，月亮在夜晚中產生被染成紅色的異象，存心積慮征服統治宇宙的「費加星聯軍」（ベガ星連合軍），開始要將魔爪伸往地球再掀新的戰端，以月球背面作為據點舉軍『飛碟獸』（円盤獣）侵略。有著一段不為人知的慘痛過去的大介，為了不讓所熱愛的第二故鄉重蹈覆轍，毅然地再度挺身而出駕駛克雷飛天神，恢復「狄克·弗瑞德（デューク・フリード）」之名誓死賭上自身性命，與甲兒一同保護這片綠意盎然的大地。

## 主要人物

### 宇宙科學研究所
狄克·弗瑞德／宇門大介（配音：富山敬／山寺宏一（超級機器人大戰版）、堀內賢雄（超級機器人大戰COMPLETE BOX）；香港配音：楊捷康）
金剛星（フリード星）王子、瑪莉亞的兄長。母星受到了費加星聯軍的襲擊侵略毀滅後，乘坐著克雷飛天神逃出在無垠宇宙中流浪，因此被宇門博士所救，收為義子，化名成宇門大介。在其所投資的白樺牧場與研究所兩地工作，重新以人類的身份生活打算如此渡過餘生；無料仇敵竟也看上了這顆美麗自然的地球，得知此事時之初對於亡國心中仍存有陰影，十分排拒重登座機再披戰袍憶起傷痛往事，但在甲兒熱血澎湃的牽動下逐而跨越心怯，矢志要為最後的容身處盡份心力至死方休。卻不幸地要面敵人接二連三使出毒辣伎倆，被迫於陷入與昔日戀人、好友為敵的苦境，賴有群更堅實的親友們相鼎方能突破困隘。最後在匯聚眾心下終於得以一討國仇家恨，於劇末帶著妹妹飛越了宇宙返回故鄉重建。
其他譯名：
：杜蕾特（港）、金剛戰神（台）
宇門大介：大偉（港）、李宏志（台）
兜甲兒（配音：石丸博也；香港配音：盧傑群）
貫串全系列的真正主角、無敵鐵金剛的駕駛者。從美國太空總署赴身前來宇宙科學研究所，協助所景仰的宇門博士從事學術方面之工作。在見面之初即察覺大介來歷非凡心生懷疑，自第2集中由所長父子坦言才悉得其秘密，而打定主意要起身保護地球免受外患威脅，誠摯交心之下逐而化解對其的敵視與嫌隙，彼此搭起了超越種族彌固不移的友情橋樑。儘管僅能以貧弱機體奧援仍未減正義之心，更因飛天翼號的改造與狄克·弗瑞德命運連結，完全昇華成生死與共無可取代的最佳搭檔，並適當地發揮豐富的經驗擔任起團隊副手，使得依舊如故的莽撞性格逐日趨穩重精鍊，被敵評為將他除去即減半飛天神機隊力量。
其他譯名：卡夫（港）、柯國隆（台）
牧葉光（配音：川島千代子；香港配音：林錦燕）
牧葉團兵衛的千金、吾郎的姊姊。充滿活力朝氣以恬愉為務的堅強溫柔女子，因自小在牧場長大而擁有一手騎馬好技術，及俱備高度體操冠軍水準的傑出運動神經。對於大介寄予著長年來單方面的深切癡情，就算父親心懷偏見百般地揶揄仍不為所動；於第23集中因落崖得知他就是狄克·弗瑞德後，自譴只能默默從旁祈願無法給予更大作為；直至在經由第37集的非不得已緊急情況下，依循受傷的甲兒指示來頂替操縱飛天翼號，使其下定決心要拋開煩惱共同投身於戰事；自願加入飛天神機隊逐成為海天翼號駕駛，勇敢地篤志為所愛奉獻。最後於劇末坦然面對人生聚散，與他鄉而來需要归家的心上人註定是要以離別收場，向她心目之中永遠的「大介」揮手送行。
其他譯名：嘉露（港）、林惠珍（台）
葛芮絲·瑪莉亞·弗瑞德（配音：吉田理保子／吉田美保（超級機器人大戰版））
金剛星公主、狄克·弗瑞德的妹妹。在當年故鄉遭受到毀滅的那刻與兄長失散，被老臣救出逃往地球當作自己孫女般撫養；自第49集開始登場時已是亭亭玉立的少女，而在祖父過世前才被得知自己的真實身世，託命搶回誤會已被惡人奪走的克雷飛天神，追蹤至研究所行刺大介時才意外兄妹重逢。好動又活潑擁有完全不讓鬚眉的非凡身手，天生獨俱1/100母星女孩才擁有的預知能力，使她在哥哥的意向下成為地龍號新任駕駛。對於彼此意氣相合的甲兒摻雜著傾慕之情，積極與其互動卻只被當作友人的妹妹看待；於劇末兄妹倆向眾人們相辭返回家園時，為不願與他告別而在一旁催促著儘早啟航，最後見到飛天翼號自天際彼端獨飛來目送，瑪莉亞也終於禁不住強忍的情感流下淚水。
宇門源藏（配音：八奈見乘兒）
宇宙科學研究所所長。著名瑞士籍科學家舒拜拉（シュバイラー）博士的昔日學生，以飛碟和天文相關的深入研究而盛富聲譽，不過卻因主張「外星人存在論」而遭學會非議。在2年前救了緊急墜落至地球的狄克·弗瑞德，而將其收為義子並以猶如己出的親情相待，對人相當溫厚及別具風雅的單身中年男性，並在面對危機時則以冷靜沉著的內斂以對，給予飛天神機隊指示成為眾人的堅毅後盾。但同時也為違心於最初宗旨獨自感到苦惱，不得已忍痛逐而將科學完全轉用於干戈中。
其他譯名：李大源（台）

#### 白樺牧場
牧葉團兵衛（配音：富田耕生）
白樺牧場的主人、牧葉姊弟的父親。據他本人所自稱是「外星人友好協會」的會長，成天沉溺用天文望遠鏡尋找不明飛行物體，荒廢農務不顧而讓兒女們感到非常地困擾，更是時常搞不清楚敵我狀況在旁邊扯後腿。不過對於掌上明珠愛護促使其凌駕這一切，在女兒於第26集受中遭飛碟獸攻擊受傷後，為此開始一改過去態度極力地排斥外星人；後來第38集中因追問其子而曉得大介正身，感到慚愧無比於過去自己所持的藐視輕蔑，大為轉化支援愛女也參與捍衛抗敵的大業。
其他譯名：林老爹（台）
牧葉吾郎（配音：澤田和子；香港配音：雷碧娜）
牧葉團兵衛的幼子、牧葉光的弟弟。正值好奇心旺盛年紀天真開朗的誠摯少年，因自小在牧場長大對動物的更是富有愛心；十分地尊敬大介將其視為有如是親兄一般，並從他身上學習到許多道理深受重大影響，於第37集才從家姊的話中知道其真實身份。最後於劇末與弗瑞德兄妹分手告別之時，致贈種子給兩人吩咐要讓花朵綻放於他鄉，為地球與金剛星留下無可抹滅的友誼之證。
其他譯名：林誠（台）
荒野番太（配音：緒方賢一）
隔壁荒野牧場的獨生子。自第3集開始登場喜好穿著墨西哥式的服裝，自喻是荒野大鏢客卻反被甲兒譏為「四色旗」；雖因戀慕兒時玩伴的光而些微忌妒大介，但仍算是個率直善良並充滿喜感的好傢伙。最後於第31集中跟著一塊搭乘阿強一號（ボスボロット）後，從此就在劇中失去蹤跡未曾再度出場……。
其他譯名：大胖（台）

### 費加星聯軍
恐星大王費加（配音：八奈見乘兒）
企圖君臨全宇宙的費加星聯軍全權統率者。擅長以狡猾謊詐的雙面手法欺瞞咨意侵略，手段極為殘暴無情不斷地殺戮掠奪與破壞；唯有對自身獨生女比娜流露出無比的疼愛。於第52集中因費加星受到放射能污染嚴重，瀕臨爆炸之際棄人民而不顧率兵全面移師，逃往僅剩的據點斯卡蒙月球（スカルムーン）基地直接指揮。在痛失愛女之後仍舊執迷不悟發動總攻擊，於劇末率殘餘兵力攻向地球展開背水一戰，在飛天神機隊的猛烈攻勢下隨艦化作塵埃。
其他譯名：費加魯大王
巴倫多斯禁衛隊長（配音：柴田秀勝）
恐星大王費加的直屬禁衛隊隊長。出場於電影《金剛戰神對金剛大魔神》（UFOロボ グレンダイザー対グレートマジンガー）中，受到恐星大王費加直接命令而前來攻擊地球，藉自白裝置從甲兒口中得知金剛大魔神存在，而至博物館將其奪出用以來對付克雷飛天神，卻因為被擊中弱點時的暫時當機現象而棄機，欲乘艦逃走之際困於能源室受損害無法起飛，最後在兩大機器人聯手下一併於爆炸中消逝。
單杜斯防衛官（配音：緒方賢一）
開發出費加獸的恐星大王費加親信。於第52集出場之中倡議棄守母星全面移師，抵斯卡蒙月球（スカルムーン）基地後即創新兵器卓越戰績，更因而於第53集內被賦予指揮權攻擊地球，引起卡達爾與利爾心懷不滿暗地陽奉陰違，刻意使其落單陷入無援處境受到攻擊重傷，最後在兩人共謀的暗算下遭合謀殺害。
露比娜（配音：小原乃梨子／鶴弘美（超級機器人大戰系列））
恐星大王費加的千金。統治有於第9集出場的明妮（ミネオ）之故鄉「寶石（ルビー）星」。不同於其父是位充滿風姿氣品的溫柔女性，深愛著與她存有政治聯姻婚約的狄克·弗瑞德。於第72集出場得知未婚夫未死的消息之後，毅然放棄權力解放所管理的行星趕赴地球，與其相會盼能一起攜手返回復甦的金剛星，卻反遭利爾的利用引起被誤會為設局暗算，因而為了表明清白奮身掩護愛人以致重傷，在死前告知自軍基地位置後在他懷中過世。

#### 斯卡蒙月球基地
卡達爾司令（配音：富田耕生）
斯卡蒙（スカルムーン）師團地球攻擊軍總司令。對於恐星大王費加有著十二萬分的絕對服從，為人冷血為完成任務從不將他人性命視之，喜好以訴諸壓倒性武力的戰略來達成征伐。在布拉奇死後而被任命兼任地球攻擊隊長；與新赴任的同僚利爾有著微妙的瑜亮立場，卻在第69集中出乎意料地表現出其另一面，代替他向其子吐露出身為人父的真正心意。於劇末由於卡達爾女士反叛大義自戕身體，負著傷搭乘專屬母艦打算撞擊克雷飛天神，死命追擊之下最後卻誤撞山壁而葬身於內。
卡達爾女士（配音：澤田和子）
卡達爾司令體內的另一個女性人格。以掀開卡達爾臉頰兩側顯身而出的小矮人，性格與其相反喜好以訴諸運謀攻心的戰略。在第27集結尾逃脫飛碟母船之際被火灼傷，便整容成以左右拉閉顯露而出的女性臉孔。於第73集親自駕駛費加獸挑戰克雷飛天神，因飛天神機隊奧援下戰敗後自覺大勢已去，為明哲保身而提出交換條件謀求能夠安身，最後在暗殺恐星大王費加時卻反遭本體殺死。
布拉奇隊長（配音：緒方賢一）
斯卡蒙師團地球攻擊隊隊長。奉卡達爾司令之命執行各侵略地球的作戰，有著準備隨時能犧牲自我的強烈軍人本色，但必要時為保住地位也會不疑地出賣己方。於第20、21集曾經親身駕駛著飛碟（円盤）獸出戰，企圖挑戰克雷飛天神卻全都是以失敗收場。最後於第27集上了光的當錯失重大良機，自責下駕駛著飛碟母船與克雷飛天神對撞，卻反遭其直接猛然撞入船體內部破壞喪命。

#### 海底基地
科學長官利爾（配音：銀河萬丈）
從費加星被恐星大王費加派遣至斯卡蒙月球（スカルムーン）基地的科技長。自第28集開始登場負責協助於卡達爾司令，並與其享有同等的權限也能自行擬定作戰。精於運籌多謀並且不吝親赴前線直接指揮，而在其左眼的眼帶下藏有投影裝置與電腦，能夠提供適當地情報與戰況分析各種建言。於第67集曾駕駛費加獸與克雷飛天神挑戰，卻來不及阻止鯊魚號（ウルトラサブマリン）侵入至海底基地破壞，戰敗後誓言不打倒克雷飛天神不返回月球，堅決滯留地球以專用母艦為據點繼續作戰；其子「利爾朱尼亞（ズリルJr.）」得知後於第69集自願支援，因此目賭愛子為救父而犧牲留下無限悲慟。最後於第72集拖曳著殘軀從被毀座艦走出，企圖偷襲狄克·弗瑞德被甲兒及時發現而擊斃。
其他譯名：利爾科技長（台）

## 登場機體

### 宇宙科學研究所
TFO
甲兒手製的飛碟。俱有足以和迷你碟纏鬥的4馬赫高速，最高飛行高度更是能夠到達電離層。平時寄放於白樺牧場的農舍內；最後於第27集中為了受傷垂危的光，在急欲前往附近醫院取得血清的半途，遭受到飛碟獸的襲擊而被嚴重破壞撞機。
其他譯名：天福號（台）
武裝：
- 飛彈

自第2集開始加裝於機身正面的連射式小型飛彈，此為該機體上的唯一武裝。
JFO
甲兒手製的新飛碟；因完成時與當初構想的設計落差，而有著三角形外觀的奇特線條。只登場於第30集中，在未經試飛並無搭載武裝的情況之下，不顧一切強行出擊以致被飛碟獸擊落。
其他譯名：天箭號（台）

#### 飛天神機隊
克雷飛天神
傾盡金剛星科技所造出被奉為守護神 的機器人，以自恆星所照耀的光茫取出「光量子」能源為動力，相當5000倍鋼鐵硬度的宇宙合金「克雷（グレン）」包覆而成。普通的狀態收納於與其配對成套的飛天神機（）內，別於無敵鐵金剛系列未設置有分離式駕駛艙的構造，而是依靠兼用的操縱席來自由移動於雙機之間，並裝有自我防衛機能只允許本星王室成員 搭乘。非戰時停放於研究所下部的水壩閘門口內待命，藉由所內的逃生口直達發射場位置就定位啟動，在狄克·弗瑞德手中以正義與和平的使者姿態活躍，蛻變為保衛地球的守護神對抗費加星聯軍侵略。
武裝（本體）：
- 金指光束

為克雷飛天神的「正式」武裝之一。自左右手背處所射出各3道熱量高達4萬度的光束，主要用於在牽制敵方或殲滅支援戰機；破壞力相當於是光子力熱線（光子力ビーム）的2倍。
- 金指飛彈

為金指光束衍生用法的「非正式」武裝。使用自第47集與第66集於同位置的砲口射出的小型飛彈。
- 反重力龍捲風

為克雷飛天神的「正式」武裝之一。自胸前紅色部位射出帶有光譜色澤的反重力光線，能夠將敵人懸浮於150公尺高再重重摔落於地上。
- 肩射迴旋鏢

為克雷飛天神的「正式」武裝之一。自雙肩射出的新月型迴旋鏢，擁有足以切裂厚度7公尺的鐵板之威力。
- 戰神雙釘

為克雷飛天神肩射迴旋鏢衍生用法的「正式」武裝之一。由兩個肩射迴旋鏢內藏的柄部相接而成，主要用於跟敵人直接進行白刃肉搏戰；同時也能夠以單獨未接的狀態使用。
- 螺旋粉碎飛拳

為克雷飛天神的「正式」武裝之一。將前臂上紅色狀飾物翻轉至前方，藉由5馬赫的速度螺旋慣性飛行，以其尖端高速廻轉射出鑽擊敵人；破壞力相當於是金剛大魔神的螺旋金剛飛拳（ドリルプレッシャーパンチ）的3倍。另外也能夠在未將前臂射出的狀態下，臨時克難地兼用於在地底中挖掘航行。
- 螺旋飛拳

螺旋粉碎飛拳的衍生用法之一。將前臂上紅色狀飾物翻轉90度展開，使其呈現有如螺旋槳般的迴轉狀態，撞擊敵人的同時能夠附帶絞碎效果。
- 戰神飛拳

螺旋粉碎飛拳的衍生用法之一。將前臂上紅色狀飾物未加以翻轉而直接射出撞擊敵人。
- 宇宙雷鳴

為克雷飛天神的「正式」武裝之一。自頭部兩側的雙角所產生的高能量，匯聚於額頭前方射出的6萬度熱線；亦為克雷飛天神眾武裝中擁有絕大破壞力的最強必殺絕招。
- 戰神光束

為克雷飛天神的「非正式」武裝。使用自第45集與電影《金剛戰神 蓋特機器人G 金剛大魔神 決戰！大海獸》於頭部雙眼射出的光線。
＋飛天神機
克雷飛天神的專用支援飛碟。與其配對成套能夠以遙控操縱遠隔來下達指令，在雙機搭配下而構成豐富多彩的各種連同戰法。通常藉包覆方式與克雷飛天神合體來將其載運，並獲得在大氣圈內全速可達9馬赫的飛行能力，甚至在無阻力的宇宙空間更進而加快至超光速；並在未使用武裝的情況下足以3個月無補給起航。不過在此狀態卻也存在著得失各半的不足缺陷，機器人主體的部份武器因而受到限制無法使用，以及轉移駕駛艙過程內會產生數秒的「死亡時間」，倖有宇門博士相繼新造的追加機組群才得以消弭。
武裝：
- 旋轉飛輪

將飛天神機機翼前端的小型飛盤上下部位掀開，利用所形成的鋸齒以7馬赫速度射出切割敵人；擁有足以切裂厚度7公尺的鐵板之威力。
- 旋轉鑽孔

將飛天神機機翼前端的小型飛盤頂部掀開後，以其所顯露的發射器射出小型鑽頭貫串敵人；擁有足以穿透厚度8公尺的鐵板之威力。
- 溶解光束

自飛天神機駕駛艙部位兩側凹陷處噴出的綠色溶解液。
附屬功能：
- 反雷達煙霧

由飛天神機後部所散佈出的雷達干擾功能，主要用於前期隱庇行蹤不讓格納位置曝光；研究所也同樣裝設有著這項配備。
飛天翼號
地球製的飛天神機之一；自第35集所完成的支援用大型戰鬥機，融入有甲兒的JFO與旋風砲之技術，以「超合金新Z」包覆與「光量子」能源為動力，採用鷗翼式機翼可以自由上中下變換，本身的飛行速度最高能夠達到4馬赫；而位在左右兩側機翼中間簍空的部份，能讓克雷飛天神握住用懸吊方式載運。稍後即於第36集在宇門博士主導下改良，彌補克雷飛天神與飛天神機合體弱點，藉由和飛天翼號連結改善其空戰限制。
武裝：

自機身後方推進器延伸至前方兩側砲門射出的飛彈。

自機身兩翼末端的主旋翼上部將尾翼射出，以6馬赫速度於空中合併成的V字型迴旋鏢。
- 旋風光束

自機身兩翼末端的主旋翼前端錐狀部位射出，4條細束於空中雙雙相錯成2道3萬度的光束。
海天翼號
地球製的飛天神機之一。宇門博士為使克雷飛天神改善水戰活動於第41集開發完成的機體，同樣採用「超合金新Z」與「光量子」能源建造。擁有能於空海雙棲運用的航行能力；本身的水中航速最高可以達到40節，最大潛航深度則能到達400公尺處，飛行速度與飛天翼號同樣為4馬赫。與克雷飛天神連結後可替代其能源，以抑止水中活動時劇烈的消耗速度。
武裝：

自機身兩翼末端輔助浮筒部位射出的飛彈。

自機身尾翼射出的大型迴旋鏢。

自機身駕駛艙兩側砲門射出的光束。
附屬功能：
- 鉤錨

自機身底部所拋下用於搬運的鉤錨。
地龍號
地球製的飛天神機之一。宇門博士為使克雷飛天神改善地中活動於第45集開發完成的機體，同樣採用「超合金新Z」與「光量子」能源建造。擁有能於空地雙棲運用的航行能力；位於在首部前端裝有兩座大型鑽頭，以兩翼後方的推進器配合履帶行走，本身的地中航速最高可以達到1馬赫，飛行速度則與飛天翼號同樣4馬赫。與克雷飛天神連結後部份武器受限制，取而代之能夠用鑽頭直接來撞擊傷敵。
武裝：

自機身兩翼末端部位以4馬赫速度射出的小型鑽頭；擁有足以穿透厚度9公尺的鐵板之威力。

自機身尾翼前端部位射出的5萬度超高溫連射式高熱彈。

自機身部位兩側總數6門射出集束成2道的光束；使用於第61集的「非正式」武裝。

宇門博士為使克雷飛天神突破潛航極限於第67集開發完成的深海用攻擊艇，能夠承受水壓到達深度3000公尺處，讓其以「直接」騎乘的方式來操縱行動；另外亦有內設駕駛艙可以從中控制。
武裝：

自機身前部左右兩側射出的2門飛彈。

自機身前部下方凹陷部位推出的大型鑽頭。

自機身前部下方凹陷部位產生的強力水流。

自機身前部左右兩側射出的4條鎖鏈。

宇門博士為最終決戰而製的宇宙戰鬥用特殊飛天神機。前中後順序分別由光、瑪莉亞、甲兒駕駛，自研究所昇空至太空後可以分離成3機作戰。
武裝：
- 宇宙飛彈

從甲兒的機體左右兩側射出的飛彈。
- 宇宙光束

從光的機體左右兩側上端與瑪莉亞的機體尾翼前端部位射出的光束。

從瑪莉亞的機體左右兩側前端射出的地龍號同型武裝；在合體狀態下也能夠使用。

### 費加星聯軍
飛碟母船
費加星聯軍巨型量產要塞飛碟。裝備有數座光束（ビーム）、飛彈與1門光束砲，上下四方設有總計8個的兵器發射口，更是能夠在相當於無需補給的狀態下，往返費加星聯軍基地與地球之間3趟。最後於第27集中承受克雷飛天神攻擊被撞而毀。
飛碟母艦
由卡達爾司令指揮的費加星聯軍巨型要塞母艦。從第42集開始登場，在艦首有一張口部為兵器發射口的奇特大臉，左右兩側則設有總共8條觸手狀的攻擊武裝，艦體底部中央裝備有強力的費加能源雷射（ベガトロンレーザー）砲，威力足以可一擊將宇宙科學研究所夷為平地。最後於劇末在克雷飛天神的引誘下而撞壁爆炸。
利爾戰鬥母艦
由利爾科技長指揮的費加星聯軍巨型水用母艦。從第38集開始登場，艦體上半部平時偽裝為火山島露於海面，左右兩側則有總共6座的中型碟發射口，另外雙翼並採用有可變後掠（VG）翼機能功效，在空中與海中時能夠任意前後變換航行；而其艦首更能分離獨立行動於潛入地中。最後於第72集受天翼號與地龍號夾擊重創，利爾指揮其撞向克雷飛天神卻遭反擊墜毀。
費加大王號
由恐星大王費加搭乘的費加星聯軍巨型旗艦。初次揭露第52集內，帶領大批艦隊自費加星傳送至月球。裝備有位於在艦橋的4門光束（ビーム）、艦首尖端的費加能源雷射（ベガトロンレーザー）砲，及無視分離狀態下宇宙先鋒號攻擊的防護罩（バリア）。於劇末的最終決戰在飛天神機隊的圍攻下被擊破。
迷你碟
費加星聯軍的小型量產戰鬥飛碟。由基層士兵所搭乘最少以4架組成的編隊行動，排列變換箭形、十字、山形、丁字等各種戰陣，在劇中多半用壓倒性物量優勢出擊來協同作戰。裝備有自兩側8門砲口所射出的飛彈與光束（ビーム）。
中型碟
費加星聯軍的中型量產戰鬥飛碟。從第53集開始登場，機身體型約用途相同的迷你碟2倍大，裝備有自兩側2門砲口所射出的飛彈，與機體上部有如蛇型吊飾的1門光束（ビーム）。
飛碟獸
費加星聯軍的主力戰鬥兵器。主要以費加星挖掘的特殊礦石與隕石，及遍布於宇宙的放射線能源生產而成。各機都具有變形或合體成飛碟的機能；能夠在無補給的狀態之下航行至地球。
費加獸
費加星聯軍的新主力戰鬥兵器；從第52集開始用於取代飛碟獸。主要以宇宙生物照射超級伽馬線巨大化，並對其施加半機器人改造手術製作而成，能擁有更加靈敏的反應神經與速度，戰鬥中能給予克雷飛天神強大的傷害。

## 電視動畫
- 日本

1975年10月5日至1977年2月27日間，於毎星期日下午7:00～7:30時段於富士電視台，全劇總共播出74集。
- 台灣

1970年代無版權時期的各漫畫版本，曾陸續有《鐵人巨無霸》（永井豪+石川賢版）、《宇宙金剛》、《宇宙鬥士》（均為櫻多吾作版）、《宇宙鐵人大金剛》、《霹靂魔神》（均為今道英治版）等譯名，後來大然文化的永井豪版授權本則譯為《鋼鐵神將》。
動畫由華視於1987年（民國76年）6月29日至1988年（民國77年）11月25日間，在每週一下午6:00～6:30（1987年10月5日止）、每週五下午5:30～6:00（10月9日至12月18日）、5:00～5:30（1988年1月8日至6月24日）、5:30～6:00（7月1日起）播出。
由於本作播出時已距當年掀起的無敵鐵金剛熱潮後相差7年，造成知名度於理當最為狂熱的5年級世代之中，反倒不甚普遍；相異地6年級世代卻因與頭兩部作品的重播恰好平行 放映，才得以有機會能夠一口氣收視完三重奏了解全部故事；之後更藉由有線電視正式解禁開放曾被其他的頻道數度重播，於絕大多數未曾觀賞過先前系列的7年級世代內廣為人熟悉，令本系列的年齡光譜可望進一步向下擴展滲入至年輕的層面。
- 香港

「麗的電視」於1978年9月起播映此片，片名譯做「巨靈神」（GrenDizer的粵語音譯）。
- 法國

本作在世界各國均有播映。尤其是在1978年7月3日～1979年1月18日期間，於法國國營電視台「Antenne 2」以《Goldorak》片名播出法語版時，曾創下驚異的收視率記錄。正確的平均收視率為75%，最高收視率竟高達100%。但這也包括了以世代分類做統計，且加上當時法國僅有三個電視頻道，及同時段並無其他強檔節目等因素所產生的結果，但本片在法國受歡迎的程度則是毋庸置疑，也成為動畫迷之間的傳奇軼聞。不過由於本片的迴響太過強烈，造成日後出現了「對法國文化的侵略」這類充滿危機感的聲浪，更使得法國開始對於日本製動畫的播映設下種種限制。
著名時尚雜誌《Paris Match》在1979年1月19日號中，曾刊載《Goldorak》收視率創下100%記錄，與相關周邊商品大為暢銷的記事，並以克雷飛天神為當期的封面。

### 工作人員
- 原作：永井豪、ダイナミックプロ
- 企劃：春日東、別所孝治、勝田稔男
- 製作擔當：佐伯雅久→宮崎一哉
- 總監督：勝間田具治
- 編劇：上原正三、藤川桂介、安藤豐弘、田村多津夫、馬嶋滿
- 演出：勝間田具治、小湊洋市、山吉康夫、大谷恒清、山口秀憲、茂野一清、笠井由勝、川田武範、田宮武、落合正宗、設樂博、宮崎一哉、松浦錠平、葛西治、蕪木登喜司、森下孝三、明比正行、福島和美
- 人物設計：小松原一男、荒木伸吾
- 作畫監督：小松原一男、森下圭介、森利夫、小泉謙三、荒木伸吾、若林哲弘、青鉢芳信、菊地城二、堀川留子、白土武
- 美術設定：辻忠直、伊藤岩光
- 美術：辻忠直、伊藤岩光、秦秀信、遠藤重義、土田勇、松本健治、海老沢一男、内川文広、下川忠海、明石貞一、千葉秀雄
- 音樂：菊池俊輔
- 製作：東映動畫、旭通信社

### 主題曲
片頭曲
作詞：保富康午／作曲、編曲：菊池俊輔／主唱：佐佐木功・哥倫比亞搖籠會
片尾曲
作詞：保富康午／作曲：菊池俊輔／編曲：森岡賢一郎／主唱：佐佐木功・蟋蟀'73
台灣版主題曲
- 「金剛戰神」

作詞、作曲：鄧鎮湘／主唱：少年之音合唱團成員：唐貴馨、唐貴君
片頭片尾均使用本曲，但片尾為簡短版本。
香港版主題曲
- 「巨靈神」

作曲：菊池俊輔／作詞：山姆／主唱：林嘉華
日版主題曲的改詞版本。

### 劇集列表
|    | 原文標題 | 華視標題       | 中文直译                 |
| -- | -------- | -------------- | ------------------------ |
| 1  |          |                | 兜甲儿与狄克·弗瑞德      |
| 2  |          | 第二故鄉       | 啊！我们的绿色大地       |
| 3  |          | 牧場危機       | 危机袭来的白桦牧场       |
| 4  |          | 熱血青年       | 火红燃烧的年轻之血       |
| 5  |          | 愛心與親情     | 用火炎的爱染红夕阳       |
| 6  |          | 大戰章魚怪     | 斩破广阔天空的鬥魂       |
| 7  |          | 愛與和平       | 就算我牺牲了生命         |
| 8  |          | 美麗的地球     | 地球的温暖绿色           |
| 9  |          | 此情何堪       | 超越不可饶恕的愤怒       |
| 10 |          | 星空路遠       | 憧憬的星之彼方           |
| 11 |          | 黑影中的惡魔   | 黑色太阳之中的恶魔       |
| 12 |          | 彩虹橋         | 穿越彩虹桥的少女         |
| 13 |          | 以牙還牙       | 被狙击的古连泰沙         |
| 14 |          |                | 阿強一號来了！！         |
| 15 |          | 給母親的信     | 给遥远的母亲的信         |
| 16 |          |                | 在心中敲响的爱之钟       |
| 17 |          | 千鈞一髮       | 拯救弱小的生命           |
| 18 |          | 祕密地道       | 发进！秘密地道7          |
| 19 |          |                | 恐怖的Aero light！       |
| 20 |          |                | 决死的雪山脱出作战       |
| 21 |          |                | 决战！极光的光辉         |
| 22 |          |                | 花一轮的勇气             |
| 23 |          |                | 在激流中喊叫的小光       |
| 24 |          |                | 危险！狄克·弗瑞德！      |
| 25 |          |                | 在空中闪耀的爱之花       |
| 26 |          |                | 总出击！                 |
| 27 |          |                | 猛攻击！古连泰沙         |
| 28 |          |                | 黑暗之夜敲响的恶魔之鐘   |
| 29 |          |                | 再见了 宇宙的朋友！      |
| 30 |          |                | 红色伤迹的叙事诗         |
| 31 |          |                | 在空中开花吧！阿強的友情 |
| 32 |          |                | 攻击母亲                 |
| 33 |          |                | 必杀！變種的末日         |
| 34 |          |                | 狼的眼泪是流星           |
| 35 |          |                | 飞吧！Double Spazer      |
| 36 |          |                | 燃烧的天空之誓           |
| 37 |          |                | 赌在翼上的生命           |
| 38 |          |                | 小光 泪之合体！          |
| 39 |          |                | 奇袭！費加星突击队       |
| 40 |          |                | 激突！炎之海洋           |
| 41 |          |                | Marin Spaser出动！       |
| 42 |          | 研究所的新面貌 | 危机！研究所雄起         |
| 43 |          | 同心協力       | 陨石落下！谜之孤岛       |
| 44 |          |                | 祭典之夜 飛碟兽袭击！    |
| 45 |          | ，奮戰吧！     | 燃烧吧！Drill Spazer     |
| 46 |          | 鯊魚從天降     | 从天而降的鲨鱼！！       |
| 47 |          | 湖底基地       | 吐出地狱之火的湖泊！     |
| 48 |          | 地底惡魔       | 地底的恶魔！             |
| 49 |          | 兄妹團圓       | 在夕阳下见到了哥哥       |
| 50 |          | 暗殺國隆行動   | 暗杀！消灭兜甲儿         |
| 51 |          | 爆破惡魔星     | 大接近！恶魔之星         |
| 52 |          | 轉移陣地       | 費加大王军团 大移动！    |
| 53 |          | 打倒大金剛     | 死鬥！打倒King Gori      |
| 54 |          | 海溝基地       | 谜之恐怖！日本海沟       |
| 55 |          | 怪氣球         | 袭击！恐怖的怪气球       |
| 56 |          | 冒牌博士       | 带来危机的假冒博士！     |
| 57 |          | 獨角仙怪獸     | 咆哮吧！我的怪兽         |
| 58 |          | 惡魔飛天神     | 成为恶魔的古连泰沙       |
| 59 |          | 少年兵         | 啊！少年指揮官队         |
| 60 |          | 老鼠炸彈       | 晚上七点 爆炸东京塔！    |
| 61 |          | 真假莫辨       | 特攻！间谍大作战         |
| 62 |          | 天鵝計畫       | 战慄！白鸟来的日子       |
| 63 |          | 兄妹情深       | 在雪中消逝的少女         |
| 64 |          | 危機一髮       | 东京全灭五分前！         |
| 65 |          | 單槍匹馬       | 兜甲儿 决一胜负！        |
| 66 |          |                | 死亡的海底400米！        |
| 67 |          | 爆炸海底基地   | 决死的海底基地爆破       |
| 68 |          | 風雪中的回憶   | 风雪之中的玛莉亚         |
| 69 |          | 愛的極光       | 送给父亲的爱的极光       |
| 70 |          | 父女情深       | 将眼泪藏在心中           |
| 71 |          | 一場悲劇       | 悲剧的亲卫队长           |
| 72 |          | 故鄉之星       | 遥远的故乡之星           |
| 73 |          | 為了地球       | 为了这颗美丽的地球       |
| 74 |          | 重建家園       | 永远地发光吧！两颗星星   |

## 電影
※不包含跨系列Cross Over作品
- 《宇宙飛碟大戰爭》（宇宙円盤大戦争）

於1975年7月26日在日本上映；為本作在電視上開始播映前2個月所製作的試拍版本動畫，其中的設定架構、部分角色名稱及音樂有諸多被繼續延用。
- 《金剛戰神對金剛大魔神》（UFOロボ グレンダイザー対グレートマジンガー）

於1976年3月20日在日本上映；詳細內容請參見上方主要人物之巴倫多斯禁衛隊長（バレンドス親衛隊長）描述。

## 電子遊戲
本系列中的角色及機體有出現在萬普（現為万代南梦宫娱乐）流行的跨界電玩遊戲系列《超級機器人大戰系列》的幾部作品中，並在該系列的第二部作品《第2次超級機器人大戰》中首次亮相。然而近年克雷飛天神在主系列遊戲中的出現次數大大減少，最近參戰已計到2008年的《超級機器人大戰Z》。
法國電玩發行商Microids於2021年2月宣布了一款開放世界動作電玩遊戲改編作品，名為《UFO Robot Grendizer: The Feast of the Wolves》，中文暫譯為《金剛戰神：群狼盛宴》。該遊戲由Endroad開發，於2023年11月14日在全球Steam、PlayStation和Xbox遊戲機上發布，2024年在Nintendo Switch上發布。

## 註解
1. ↑  台灣播出時放映頻道的節目命名，異於原產地日本與他國是為主角機器人所用，而是以主角的「本名」來取而代之作為標題。
2. ↑  . 巴哈姆特. 2023-08-05  [2023-08-23]. （原始内容存档于2023-08-22）.
3. 1 2  原本地龍號於企劃之初所預定是要由荒野番太來操縱，卻因成員組合太過類似《蓋特機器人》而遭臨陣換角。
4. ↑  在原創者永井豪所繪的漫畫版本中，則是為向人類警告危機重要而前來，欲訴以地球已成費加星聯軍新目標，卻偶然與甲兒相遇而被帶往研究所。
5. ↑  在動畫版還存有另一種「矛盾」的說法，於第2集劇中宇門博士的說明中所言，費加星聯軍是因覬覦金剛星高科技，而將其佔領並下令造出克雷飛天神，用以作為侵略宇宙的恐怖戰鬥兵器，最後被囚禁脫逃的狄克·弗瑞德奪取走；不過在爾後的第25與49集中的描述，以及多數資料卻都是未採用此設定。
6. ↑  在原創者永井豪所繪的漫畫版本中，甲兒曾經在第5回連載內進入駕駛，赴身拯救受飛碟獸追擊的狄克·弗瑞德；不過相異地在動畫版的第25集之中，甲兒想要代替意志消沉的大介操縱，卻反而遭到「宇宙雷鳴」攻擊無從接近。
7. ↑  台灣華視播出時最初只稱作「天翼號」而已，直至海天翼號出現後為了區別上的方便，而特地在名稱前面再行添加個『飛』字稱呼；也因此兩機的部份武裝仍留有共通譯名。
8. ↑  本作於台灣首播時，同週放映中的無敵鐵金剛已播至第91集。
9. . 23 February 2023  [2023-10-24]. （原始内容存档于2023-03-19）.
10. ↑  . Gematsu. 24 February 2021  [October 31, 2021]. （原始内容存档于2023-04-03）.
11. 1 2  Romano, Sal. . Gematsu. July 18, 2023  [July 18, 2023]. （原始内容存档于2023-04-03）.

## 外部連結
- 東映動畫內的官方网站
- UFO Robot Grendizer: The Feast of the Wolves官方網站
- 金剛戰神U官方網站

| 華視 星期一18:00（1987年6月29日至10月5日） 星期五17:30（1987年10月9日至12月18日）、17:00（1988年1月8日至6月24日）、17:30（7月1日至11月25日） | 華視 星期一18:00（1987年6月29日至10月5日） 星期五17:30（1987年10月9日至12月18日）、17:00（1988年1月8日至6月24日）、17:30（7月1日至11月25日） | 華視 星期一18:00（1987年6月29日至10月5日） 星期五17:30（1987年10月9日至12月18日）、17:00（1988年1月8日至6月24日）、17:30（7月1日至11月25日） |
| --- | --- | --- |
| | 金剛戰神 （1987年6月29日至1988年11月25日）                                                                                                   | |
| 霹靂日光號 （惑星ロボ ダンガードA） | 機器勇士 （マシンロボ クロノスの大逆襲） | |